# Picardy Stone

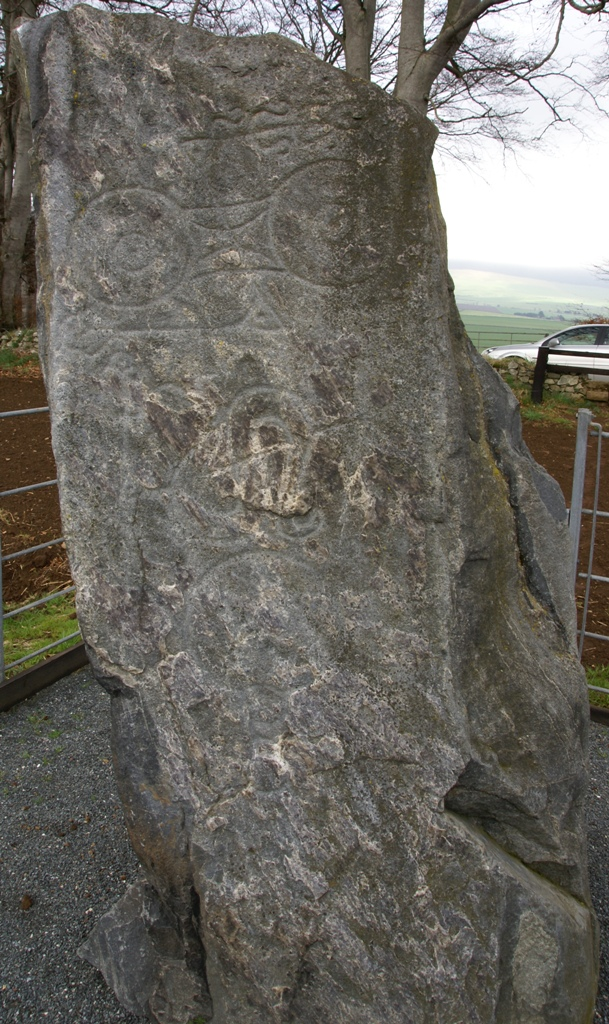
Picardy Stone

Der Picardy Stone (auch Myreton Farm genannt) ist ein Piktischer Symbolstein der Kategorie Class 1 aus dem 6. oder 7. Jahrhundert n. Chr. Er steht an einer Straße zwischen Netherton und der Myreton Farm, nördlich von Insch in Aberdeenshire in Schottland. Es wird angenommen, dass er als Gedenkstein für eine lokale Persönlichkeit errichtet wurde. Er befindet sich eingezäunt in seiner ursprünglichen Position.

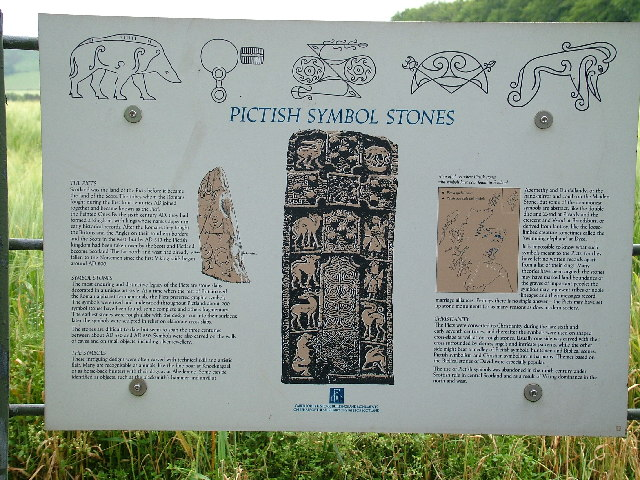
Picardy Stone

Als das Gebiet um den Stein 1856 untersucht wurde, stellte sich heraus, dass der Stein auf einem Cairn von etwa 1,8 m Durchmesser stand, der sich etwa 0,9 m unter der Oberfläche befand. Etwa 0,9 m südlich des Steins und 1,5 m tief befand sich ein etwa 2,1 m langes leeres Grab. Unter den oberen Steinen fand sich „die übliche schwarze Form“ und einige der Steine wurden durch Feuerspuren gekennzeichnet.
Es ist mit einer Doppelscheibe und einem Z-Stab, einer Schlange und einem Z-Stab und einem Spiegelsymbol graviert.